# ZO (Protein)
ZO (lat. Zonula Occludens) ist ein Protein, das ausschließlich auf der cytoplasmatischen Seite der Tight Junctions vorkommt. Dort interagiert es u. a. mit den Proteinen Occludin und Claudin als auch mit den Aktin-Filamenten des Cytoskeletts. Somit verbindet es die Tight Junctions mit dem Zellskelett und trägt zur Stabilität bei. Bis jetzt sind drei Isoformen (ZO-1, ZO-2 und ZO-3) bekannt.

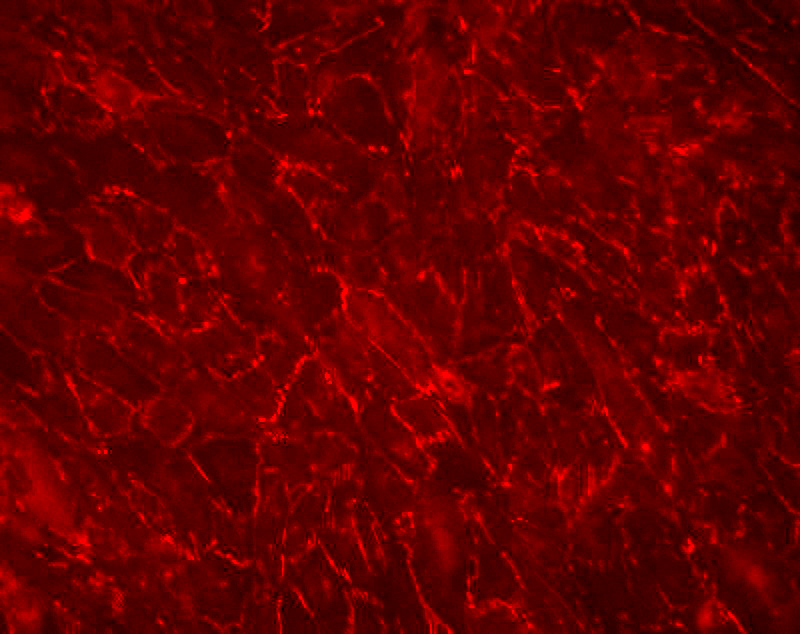
ZO1 (rot) in humanen Endothelzellen

ZO-1 wurde 1986 von der Arbeitsgruppe um Bruce R. Stevenson in Yale entdeckt. Die Forscher verwendeten ein mit Tight Junctions angereichertes Extrakt aus Rattenlebern, um das 200 kDa Protein zu isolieren.
ZO-2 wurde 1991 von Barry Gumbiner und anderen an der UC San Francisco entdeckt. Die Forscher suchten nach Proteinen, welche an das bereits entdeckte ZO-1 binden und fanden ein Molekül (Mr 160 kDa) in Nierenepithelzellen von Hunden (MDCK Zelllinie).
ZO-3 wurde 1993 von der Arbeitsgruppe um Maria Susana Balda in Yale entdeckt, als sie Untersuchungen über das Verhalten von Tight Junctions unter niedriger Ca2+ Konzentration untersuchten.